# Трепівка (станція)
Трепівка — проміжна залізнична станція 5 класу Знам'янської дирекції Одеської залізниці на лінії Знам'янка—Помічна між станціями Чорноліська та Канатове в селі Трепівка Кіровоградської області.

## Історія
Станція була відкрита на лінії Знам'янка-Пасажирська—Помічна в 1869 році.